# GE C36-7

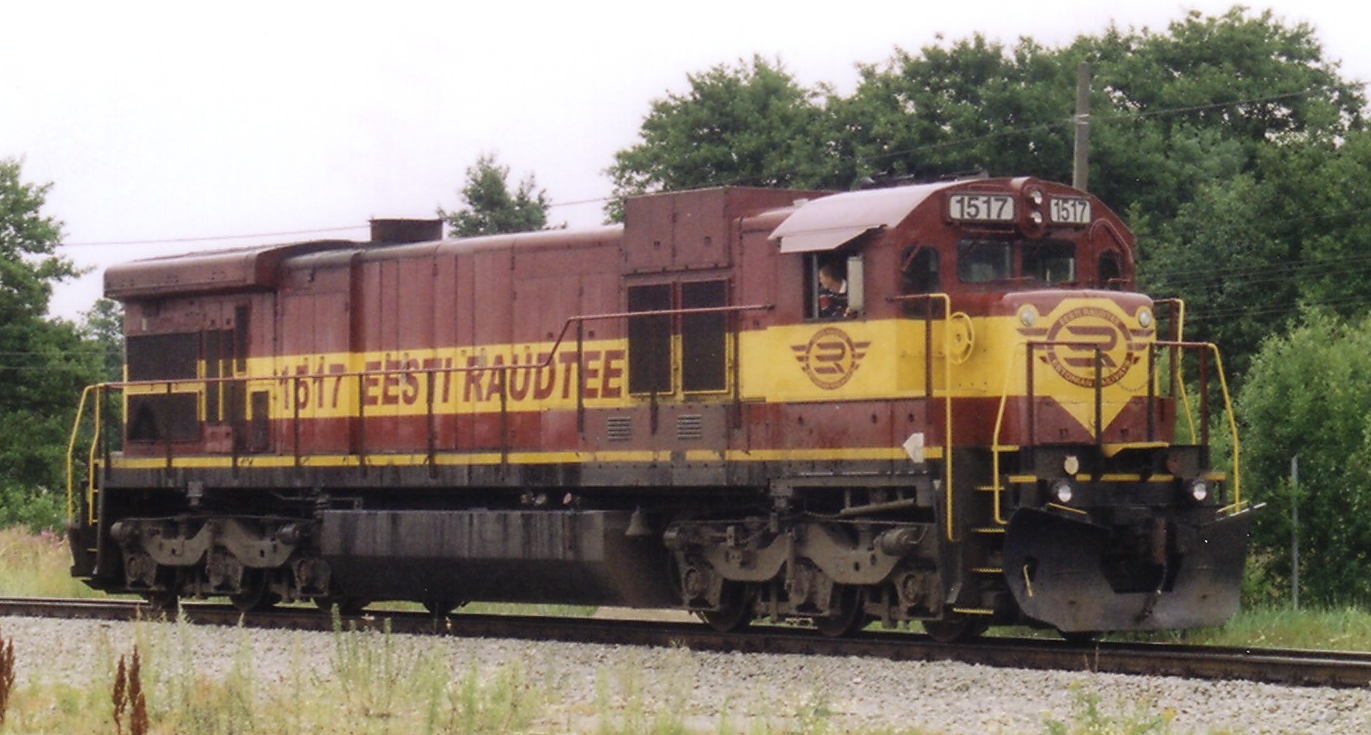
C36-7i in Estland

Die GE C36-7 ist eine 6-achsige dieselelektrische Lokomotive gebaut von GE Transportation Systems, GE do Brazil und A Goninan & Co zwischen 1978 und 1989. 599 Exemplare dieser Lokomotive wurden gebaut, 422 davon wurden in die Volksrepublik China exportiert, wo sie als ND5 bezeichnet wurden. Im Jahr 2003 kaufte die estnische Gesellschaft Eesti Raudtee 58 ehemalige MP/UP-Loks (eine davon wurde 2021 testweise auf einen Hybridantrieb mit Flüssiggas umgerüstet).
Die C36-7 ist die Nachfolgebauart der GE C30-7 und bildet den Abschluss der Dash-7-Serie.

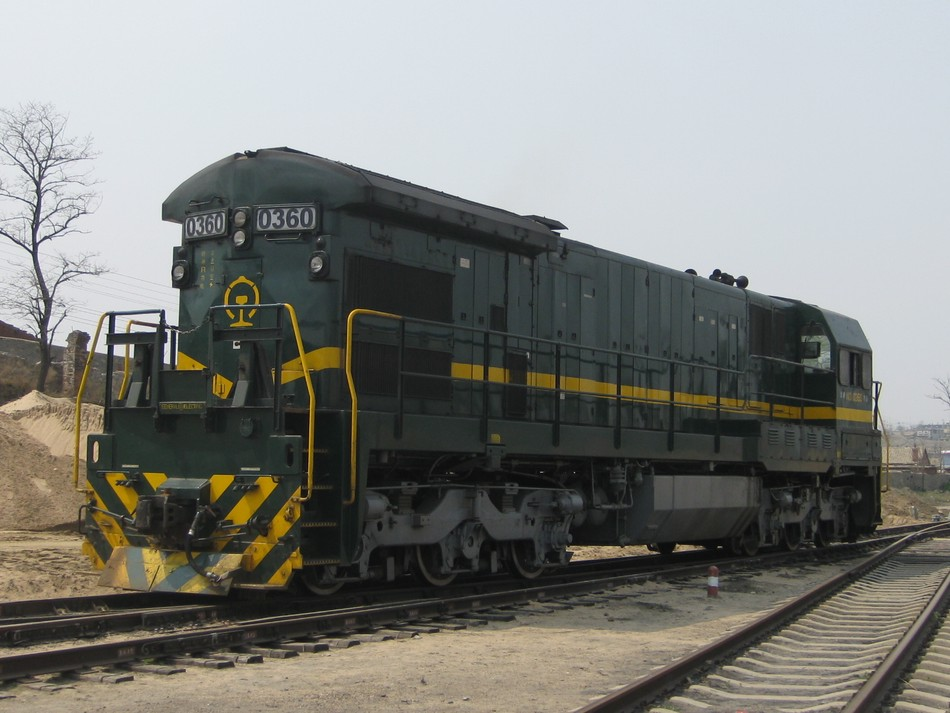
Eine chinesische ND5-Lokomotive in Dalian

GE do Brazil baute 15 C36-7 für die Ferrocarriles Nacionales de México, Bahnnummern 9327–9341.

## Ursprüngliche Besitzer
| Eisenbahn                          | Anzahl | Bahnnummern       |
| ---------------------------------- | ------ | ----------------- |
| China Railways                     | 422    | ND5.0001–ND5.0422 |
| Conrail                            | 25     | 6620–6644         |
| Ferrocarril del Pacífico           | 15     | 419–433           |
| General Electric (Testfahrten)     | 1      | 505               |
| Hamersley Iron, Western Australia  | 3      | 5057–5059         |
| Missouri Pacific Railroad          | 60     | 9000–9059         |
| Ferrocarriles Nacionales de México | 25     | 9317–9341         |
| Norfolk and Western Railway        | 31     | 8500–8530         |
| Norfolk Southern                   | 12     | 8531–8542         |
| OCTRA (Transgabonais)              | 8      | CC301–CC308       |